# Tomiko Itooka
Tomiko Itooka (født 23. maj 1908 i Osaka, Japan, død 29. december 2024 i Ashiya (en), Japan) var en japansk superhundredårig (personer, der har rundet 110 år). Hun var ved sin død verdens ældste menneske, hvilket hun havde været i fire måneder. I september 2024 fik hun et certifikat på, at hun nu var verdens ældste person. Det fik hun på en japansk helligdag, hvor man hædrer landets ældste borgere. Hun døde på et plejehjem i byen Ashiya i Japan. Hun blev gift, da hun var 20 år og fik to sønner og to døtre. Hun efterlod sig ved sin død en søn, en datter og fem børnebørn.
Under 2. verdenskrig ledte hun kontoret på sin mands tekstilfabrik. Han døde i 1979. Da hun var i 70'erne besteg hun Mount Ontake (en) (3067 meter) to gange og som hundredeårig gik hun op ad trapperne til et tempel uden stok. Hun siger selv, at hemmeligheden bag hendes alder var bananer og fermenteret mælk.